# 梶田半古
梶田 半古（かじた はんこ、明治3年6月25日〈1870年7月23日〉 - 大正6年〈1917年〉4月23日）は、明治時代から大正時代にかけての日本画家。本名は錠次郎（ていじろう）。初め英洲と号す。二度目の妻は尾崎紅葉門下の作家北田薄氷。

## 来歴
明治3年6月25日（1870年7月23日）、彫金師の梶田政晴の長男として東京下谷御徒町で生まれた。家は代々幕府の鷹匠だったが、父は彫金を業としていた。家業は弟が継ぎ、幼少から画才のあった半古は明治15年に下谷練塀尋常高等小学校を卒業すると、苦しい家計を助けるため、早朝から深夜まで輸出品の団扇・扇子やハンカチーフに絵を描いて問屋へ運んだという。明治16年（1883年）13歳の時、浮世絵師で楊洲周延の弟子鍋田玉英について絵を学ぶ。翌年、眼病により絵画修業を中断し琴や月琴で身を立てようとするが、一年程で病は癒え再び画道に戻る。
明治18年（1885年）、15歳で今度は鈴木鵞湖の子で石井柏亭・鶴三の父にあたる南画家・石井鼎湖に就いたが、同年に父が亡くなったためこれを中断する。半古は家族を養うため、松尾儀助らが横浜で設立した日本の工芸品輸出会社「起立工商会社」で、工芸品の下絵を描いていた。この会社で同じく図案を描いていた菊池容斎の門人鈴木華邨に教えを受ける。華邨から菊池容斎の木版画集『前賢故実』を紹介され、全図を暗記するほどまでに模写、独学で人物画を修得している。この成果が早くも明治19年（1886年）の東洋絵画共進会で褒状という形で現れ、その後明治24年（1891年）日本画の革新を目指す日本青年絵画協会の結成に発起人の一人として加わる。明治28年（1895年）第4回内国勧業博覧会で褒状受賞。
明治29年（1896年）日本青年絵画協会が日本絵画協会に発展し、また明治31年（1898年）には日本美術院が創立されるに及んで、特別賛助会員となって活躍。両会連合の共進会に『春宵怨』（明治35年〈1902年〉）や、『豊年』（明治36年〈1903年〉、現在所在不明）など浪漫的な作品を発表、類型的な旧派の作風に抗して斬新な写実表現に力量を示し、新日本画の開拓に挺身した。明治40年（1907年）の東京勧業博覧会では二等を得るも、文展開設後は自身の健康状態の悪化と審査員に選ばれなかったことを不満に思ったからか、作品を一切出品していない。ただし、翌年の国画玉成会では審査委員を務めている。大正6年（1917年）4月11日より重体に陥った折には、半古を敬愛する弟子たちは半古宅の隣に家を借り、垣根を取り払って看病に努めたという。しかしその甲斐なく、4月23日肺患により死去。享年48。墓所は巣鴨の染井霊園にあり、傍らには弟子の小林古径の筆になる「梶田半古先生之碑」が立っていたが、令和時代に墓じまいとなった。

## 図案家・挿絵画家としての半古
若い頃から図案で生計を立てていただけあって、半古は故事や服飾、図案にも通じていた。明治37年（1904年）自作図案集『和可久佐』を出版している。図案の中にはアール・ヌーヴォーの影響を受けたとおぼしきデザインもあるが、単なる物真似ではなく自分の中で完全に消化した上での表現となっており、印章も洒落た字体を用いたものがある。半古は図案を描くヒントを得るため顕微鏡を使ったといわれ、日本画家としてはおそらく一番早く電話を引き、ハンモックで昼寝をするなど、積極的に新しものを取り入れた。日本画と洋画を区別する考え方は偏っているとして一蹴し、自らも油絵を描いている。明治35年（1902年）頃には、王朝衣装に着想を得て、現代風に着やすくした改良服の図案を発表するが、こちらは普及しなかった。
また、半古の画業で大きな比重を占める分野に、明治30年代から40年代をピークとした雑誌や新聞の挿絵や口絵の制作がある。本格的に挿絵を手がけるのは、明治30年（1897年）読売新聞社員となり、尾崎紅葉の『金色夜叉』の挿絵を書き始めてからである。小杉天外『魔風恋風』や尾崎紅葉『寒牡丹』など、新聞連載小説の挿絵は10数本にのぼり、半古が挿絵や口絵をつけた単行本は50冊を越える。また、雑誌の口絵も『文芸倶楽部』や『新小説』など総数100点近く描き、読売新聞紙上のこま絵（カット）は膨大な数に及ぶ。半古は口絵や挿絵を量産しながらも、決していい加減な気持ちで描いた訳ではなく、むしろそれらの地位を高めるべく奮闘した。半古が描いた女学生の髪型や着物の着こなしは、当時の若い女性たちの憧れの的であり、「半古の女学生」という言葉が出来るほどだったという。
明治38年（1905年）、新聞小説の挿絵の仕事に興味を失いほとんど描かなくなる一方で、この頃から絵葉書の仕事が増える。明治30年代後半から大正にかけて、日本で一大絵葉書ブームが巻き起こり、多くの画家が生活の糧を得る必要もありこれを手掛けた。そうした中には独自の境地を切り開いた画家も少なくないが、半古もその一人で、明治38年9月の日本絵葉書展覧會における上位二賞入選作11点のうち、半古の作品が4点を占めている。
これらの仕事のおかげで、半古は当時の日本画家としては珍しく本画だけで生活できた反面、展覧会にふさわしい大作が少なくなってしまった面もある。生前、半古は流行を追って華やかで目を引く大作ばかりが重視される風潮に警鐘を鳴らしており、文展不参加もそうした半古の姿勢の現れとも考えられる。
彼の門下からは小林古径、前田青邨、奥村土牛、新井勝利、夏目利政、山内神斧、高木長葉らが出た。画名の高さや近代日本画を語る上で重要な位置にいるにもかかわらず、展覧会出品作も含め作品の所在がつかめない場合が多く研究が進んでいない。

## 作品

### 日本画
| 作品名                     | 技法                   | 形状・員数 | 寸法（縦x横cm）  | 所有者                               | 年代                         | 款記・印章                                                 | 備考                                                   |
| -------------------------- | ---------------------- | ---------- | ---------------- | ------------------------------------ | ---------------------------- | ---------------------------------------------------------- | ------------------------------------------------------ |
| 鵯越（ひよどりごえ）       | 絹本著色               | 1幅        |                  | 愛媛県美術館                         | 1892年（明治25年）           |                                                            | 同年の日本美術協会秋季展出品作                         |
| 天宇受売命                 | 絹本著色               | 1幅        | 116.0x48.0       | 福富太郎コレクション資料室           | 1897年（明治30年）代頃       | 款記「半古」/「半古」朱文方印                              |                                                        |
| 比禮婦留山                 | 絹本著色               | 1幅        | 125.0x81.0       | 高岡市美術館                         | 1898年（明治31年）           |                                                            | 第5回日本絵画協会・第1回日本美術院連合絵画共進会出品作 |
| 養老孝子                   | 絹本著色               | 1幅        | 115.0x50.0       | 高岡市美術館                         | 不詳                         |                                                            |                                                        |
| 春宵怨（しゅんしょうえん） | 絹本著色               | 1幅        |                  | 東京国立博物館                       | 1902年（明治35年）           |                                                            | モデルは北田薄氷の妹                                   |
| 桜下美人図・月下美人図     | 絹本着色               | 双幅       | 109.5x41.8（各） | 飯田市美術博物館（井村コレクション） | 1907年（明治40年）頃         |                                                            |                                                        |
| 竹取物語                   | 絹本著色               | 1幅        | 118.0x42.0       | 青梅市立美術館                       | 1907年（明治40年）頃         |                                                            |                                                        |
| 源氏物語図屏風             | 絹本著色・金砂地他台貼 | 六曲一双   |                  | 横浜美術館                           | 明治30年代後半から40年代初頭 |                                                            |                                                        |
| 蝶                         | 絹本著色               | 二曲一隻   |                  | 郡山市立美術館                       | 明治40年代                   |                                                            |                                                        |
| 孔雀図屏風                 | 絹本金地著色           | 六曲一双   | 172.0x376.0      | 秋田県立近代美術館                   |                              | 右隻：「半古」朱文円印 左隻：款記「半古」/「半古」朱文円印 |                                                        |
| 寒江                       | 絹本著色               | 1幅        |                  | 青梅市立美術館                       | 明治40年代                   | 款記「半古」/「半古」朱文方印                              |                                                        |
| 釈迦帰郷                   | 絹本著色               | 1幅        | 123.6x49.7       | 埼玉県立歴史と民俗の博物館           | 明治40年代から大正期         | 款記「半古」/「半古」朱文方印                              |                                                        |
| 秋聲（しゅうせい）         | 絹本著色               | 1幅        |                  | 栃木県立美術館寄託                   | 1913年（大正2年）            |                                                            | 第3回東京勧業博覧会出品作                              |

### 版画
- 「孔雀」 大判錦絵 悳俊彦コレクション
- 「菊に鶉」 大判錦絵 悳俊彦コレクション
- 「男」 石川県立美術館所蔵
- 「暗香疎影」 石川県立美術館所蔵
- 「雪中」 石川県立美術館所蔵
- 「美人図」 石川県立美術館所蔵